# Kościół Świętych Apostołów Piotra i Pawła w Kostrzynie
Kościół pw. św. Ap. Piotra i Pawła w Kostrzynie – późnogotycki kościół z pierwszej połowy wieku XVI.

## Historia kościoła
Kościół pod wezwaniem świętych Apostołów Piotra i Pawła w Kostrzynie wzniesiony został w pierwszej połowie XVI wieku, dzięki staraniom klarysek gnieźnieńskich, przy wsparciu królów polskich. Według ustaleń Janusza Tomali, „Murowana architektura romańska i gotycka w Wielkopolsce”, „miało to nastąpić wcześniej, może pod koniec XV wieku. Pośrednio może wskazywać na to informacja o zamówieniu w 1507 r. przez komentarza kościoła Błażeja i witryka kościoła Wojciecha Siekierkę u poznańskiego malarza Stanisława Skórki obrazu przedstawiających Krzyż i św. Longina”. Parafia obejmuje obszar centralnej i północno- zachodniej części Kostrzyna wraz z północno- zachodnią częścią gminy. Kościół i parafia jest częścią dekanatu kostrzyńskiego, należącego do diecezji poznańskiej. Obecnym proboszczem jest ks. Piotr Lidwin. Tradycja funkcjonowania kościoła w Kostrzynie jest znacznie starsza, sięga średniowiecza. Pierwszy kościół w Kostrzynie mógł zostać wzniesiony na przełomie XI/ XII wieku. W ciągu kilku wieków, obecny kościół kostrzyńskie był wielokrotnie niszczony i odbudowywany. Szczególnie trudne warunki miały miejsce w drugiej połowie XVII i pierwszej połowie XVIII wieku. W generalnym zarysie kościół przetrwał do naszych czasów, z wyjątkiem wieży, która znajdowała się w zachodniej części budowli. W latach 1793– 1918, kościół, parafia i miasto Kostrzyn znalazły się pod panowaniem pruskim (z wyjątkiem okresu 1807-1815, kiedy należał do Księstwa Warszawskiego). W latach 1918–1939, kościół przechodził liczne remonty. Od września 1939 do stycznia 1945 roku kościół został zamknięty przez hitlerowców i zamieniony na magazyn. Po wyzwoleniu, w styczniu 1945, kościół został ponownie otwarty.

## Opis zewnętrzny i otoczenie kościoła
Kościół został zbudowany na planie prostokąta z prezbiterium od strony wschodniej, do którego od północy przylega zakrystia. Jest to budynek niepodpiwniczony, murowany. Fundamenty sięgają 1- 5 metra głębokości. Elewacje kościoła zbudowane zostały z czerwonej cegły. Do wnętrza kościoła prowadzą dwa wejścia, od strony zachodniej- wejście główne i od strony północnej- wejście boczne. W północnej ścianie budynku wmurowane zostały tablice pamiątkowe ks. Prof. Tadeusza Peika, ks. Henryka Fischbacha. W północnej stronie zakrystii znajdują się dwa ostrołukowe okna oraz tablica poświęcona ks. Antoniemu Ludwiczakowi. W elewacji północnej i południowej znajdują się trzy okna ostrołukowe. Dach kościoła wsparty jest na drewnianej konstrukcji, pokrytej czerwoną dachówką. Budynek kościoła otoczony jest murowanym parkanem wypełnionym metalowymi prętami z kutymi bramami. Po północnej stronie kościoła mieści się drewniana dzwonnica z 1816 roku, remontowana w 1871 i rekonstruowana w 1999 r. Po stronie północnej znajduje się również grota z figurą Matki Boskiej. 

## Opis wewnętrzny kościoła
Kościół jest zabytkiem architektury sakralnej zbudowanym w stylu późnogotyckim. Kubatura kościoła wynosi 4596 m³, powierzchnia wynosi 516 m². Wnętrze kościoła łączy w sobie kilka stylów architektonicznych: głównie gotyku, późnego gotyku, renesansu i baroku. W kościele znajduje się sześć ołtarzy, główny i pięć bocznych, wykonanych z drewna w stylu późnobarokowym. Kościół jest budynkiem trójnawowym z nawą północną, środkową, której przedłużeniem jest prezbiterium i nawą południową. Hala wsparta jest na czterech sześciobocznych filarach. Prezbiterium jest dwuprzęsłową konstrukcją zamkniętą trójbocznie od wschodu. „Nad prezbiterium sklepienie gwiaździste ceglane z bogatym rysunkiem żeber, nawa pierwotnie również była sklepiona, od 1791 r. nakryta płaskim stropem drewnianym z podsufitką, natomiast w zakrystii sklepienie kolebkowe z lunetami.” Sklepienie nad prezbiterium pokryte jest polichromią z drugiej połowy XVI wieku. Styl całego malowidła jest renesansowy. Polichromia znajdująca się na północnej ścianie prezbiterium przedstawia Boga Ojca z rozpostartymi ramionami, poniżej gołębica będąca symbolem Ducha Świętego. Na środku widnieje postać Chrystusa oraz klęczącej Matki Boskiej. Pod drugim przęsłem prezbiterium od strony północnej widnieje scena przedstawiająca przemienienie na górze Tabor. Trzecie przęsło ściany północnej prezbiterium przedstawia dostojników władzy kościelnej. Południowa ściana prezbiterium pokryta jest polichromią ukazującą sąd ostateczny. Prezbiterium zakończone jest łukiem tęczowym z wielobarwną polichromią. We wschodniej części prezbiterium znajduje się ołtarz główny zbudowany w stylu barokowym XVIII wieku. W ołtarzu głównym jest obraz przedstawiający patronów kościoła św. Ap. Piotra i Pawła. Ponad nimi widnieje wizerunek Chrystusa. Poniżej obrazu ustawione są rzeźby świętych: Bartłomieja i Andrzeja. Boki ołtarza są lekko załamane, z obu stron widnieją dwie pary kolumn. Zwieńczenie ołtarza ma formę trójkątną. W polu zwieńczenia mieści się Łódź Piotrowa ze skrzyżowanymi wiosłami. Przy północnej ścianie zaczynającej prezbiterium znajduje się drewniana ambona wykonana w XVIII wieku w stylu barokowym. Na bokach ambony znajdują się symbole ikonograficzne ewangelistów Łukasza- wół, Mateusza- anioł, Marka- lew i Jana- orzeł. Wejście na ambonę prowadzi schodami od zakrystii. Nad amboną znajduje się bogato zdobiony baldachim. Po stronie północnej prezbiterium znajduje się drewniany ołtarz świętego Walentego wykonany w wieku XVIII w stylu barokowym. Jednym z ważnych obiektów zabytkowych prezbiterium jest XVI wieczne sakramentarium. Wykonane z piaskowca techniką kamieniarską. Powierzchnie sakramentarium zdobią motywy roślinne. Drzwiczki wykonane zostały z żelaza. W południowej ścianie prezbiterium znajduje się ołtarz Matki Boskiej Śnieżnej. Wykonany w XVIII wieku w stylu barokowym, którego centralnym punktem jest ikonograficzny obraz Matki Boskiej Śnieżnej z dzieciątkiem. Ostatnim zabytkiem prezbiterium znajdującym się przy ścianie południowej jest chrzcielnica. Wykonana z piaskowca w stylu późnogotyckim. Przekaz datuje ją na polowe XVI wieku.Centralnym punktem nawy północnej jest ołtarz świętej Anny Samotrzeciej z końca XVIII wieku. Wykonany z drewna stylu rokokowym. Uzupełnieniem dekoracji nawy północnej jest obraz Matki Boskiej z dzieciątkiem i obraz Jezusa Miłosiernego. Główny punkt nawy południowej stanowi barokowy ołtarz świętego Krzyża wykonany w XVIII wieku. Centralnym punktem jest rzeźba Chrystusa na krzyżu w koronie. Ostatnim ołtarzem barokowym w kościele jest ołtarz Świętego Kryspina i Kryspiniana, który mieści się przy nawie południowej. Wykonany w stylu barokowym z XVIII wieku. Uzupełnieniem dekoracji nawy południowej są obrazy świętej Faustyny i Matki Boskiej Nieustającej Pomocy. Zakończeniem ściany zachodniej nawy środkowej wewnątrz kościoła jest empora organowa wsparta na drewnianych kolumnach. Powyżej organy z XIX wieku.